# A1 Team Kanada
Das A1 Team Kanada (engl. Stilisierung: A1Team.Canada) war das kanadische Nationalteam in der A1GP-Serie.

## Geschichte

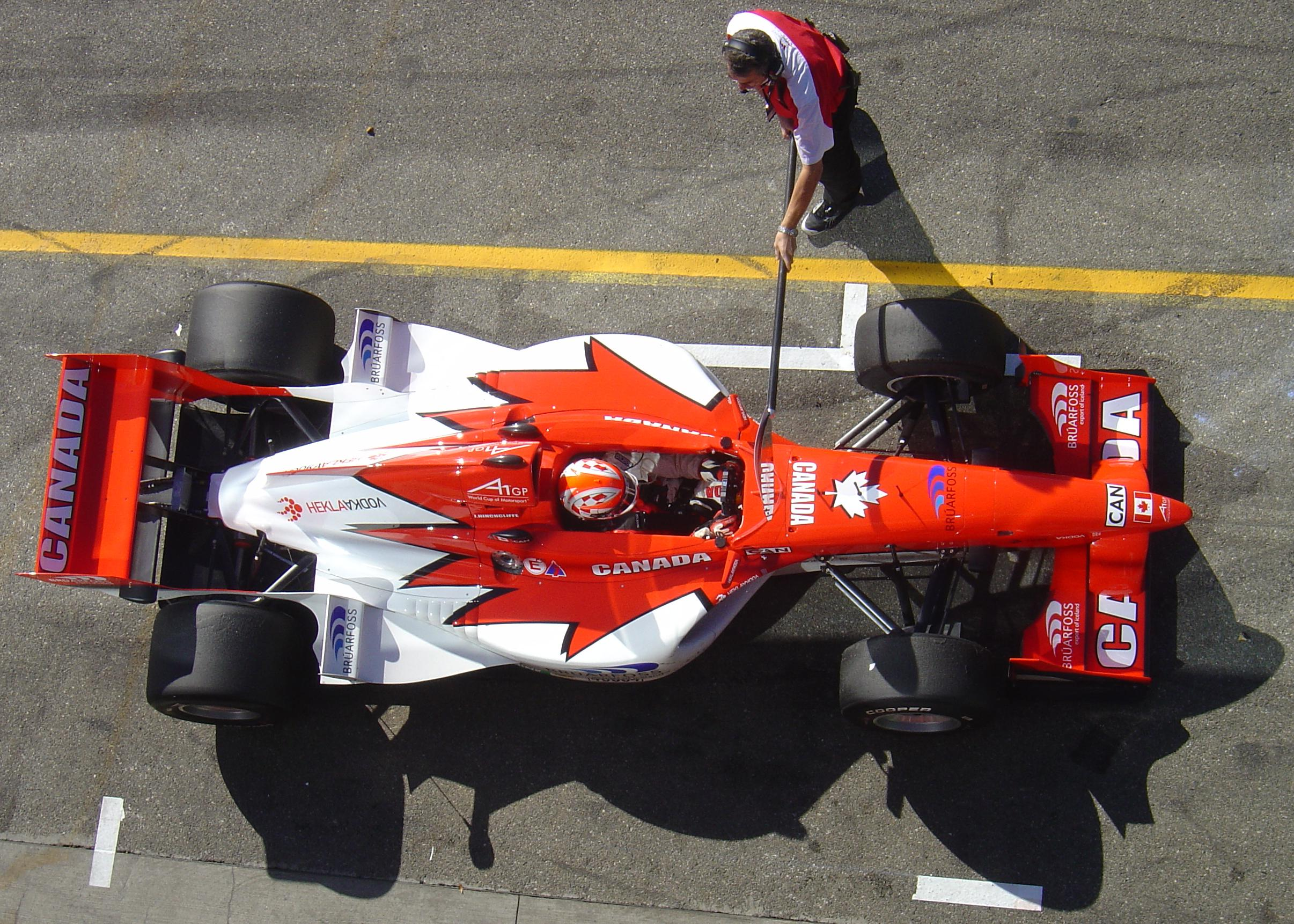
A1 Team Kanada (2007)

Das A1 Team Kanada wurde von Wade Cherwayko gegründet; als Rennstall fungierte in den ersten beiden Saisons das britische Team John Village Automotive und danach das irische Team Status Grand Prix.
In der ersten Saison war das Team Mittelmaß. Nachdem es mit Platz neun im Hauptrennen in Brands Hatch durch Sean McIntosh seine ersten Punkte erzielen konnte, folgte mit Platz drei im Hauptrennen auf dem EuroSpeedway Lausitz der erste Podestplatz. Den Saisonhöhepunkt stellte der Sieg im Hauptrennen in Sentul dar, bei dem McIntosh vom 23. und damit letzten Startplatz aus gestartet war. Ihm gelang damit eine in der A1GP-Geschichte einmalige Aufholjagd. Das Team beendete die Saison auf Rang zehn mit 59 Punkten.
In der folgenden Saison lief es unverändert. Dem neuen Stammpiloten James Hinchcliffe gelang im Sprintrennen in Brünn ein zweiter Platz, im darauffolgenden Hauptrennen lag er lange Zeit in Führung, bis er bei einem Überholmanöver des malaysischen Teams mit Alex Yoong kollidierte und auf Platz fünf zurückfiel. Das Team erzielte keine weiteren Podestplatzierungen mehr, es beendete die Saison auf dem elften Gesamtplatz mit 33 Punkten.
In der dritten Saison konnte sich das Team leicht steigern. Auf drei Podiumsresultate (ein zweiter und zwei dritte Plätze) folgte schließlich im Sprintrennen in Durban ein Sieg, welchem die erste Pole-Position der Teamhistorie vorausgegangen war. Fahrer war in allen Fällen Robert Wickens. Nach einer weiteren Podestplatzierung, einem zweiten Platz im Sprintrennen in Shanghai, beendete das Team die Saison auf der neunten Gesamtposition mit 75 Punkten.
In der vierten Saison war das Team zwar offiziell gelistet, zum Beispiel in der Meisterschaftstabelle, trat aber nicht an.
Das A1 Team Kanada hat an 32 Rennwochenenden der A1GP-Serie teilgenommen.

## Fahrer
Das A1 Team Kanada setzte an Rennwochenenden sechs verschiedene Fahrer ein, von denen vier auch an den Rennen selbst teilnahmen.

### Übersicht der Fahrer
| Fahrer              | RG | SR | HR | RS | 1. Pl.  | 2. Pl.  | 3. Pl.  | PP | SRR | Pkt. |
| ------------------- | -- | -- | -- | -- | ------- | ------- | ------- | -- | --- | ---- |
| McIntosh, Sean      | 24 | 12 | 12 | -  | 1 (0/1) | 0 (0/0) | 1 (0/1) | 0  | 0   | 53   |
| Hinchcliffe, James  | 20 | 10 | 10 | 4  | 0 (0/0) | 1 (1/0) | 0 (0/0) | 0  | 1   | 22   |
| Wickens, Robert     | 14 | 7  | 7  | 5  | 1 (1/0) | 2 (1/1) | 2 (2/0) | 2  | 1   | 75   |
| Carpentier, Patrick | 6  | 3  | 3  | -  | 0 (0/0) | 0 (0/0) | 0 (0/0) | 0  | 0   | 17   |
| Lacroix, Kevin      | -  | -  | -  | 4  | 0 (0/0) | 0 (0/0) | 0 (0/0) | 0  | 0   | 0    |
| Morad, Daniel       | -  | -  | -  | 4  | 0 (0/0) | 0 (0/0) | 0 (0/0) | 0  | 0   | 0    |

Legende: RG = Rennen gesamt; SR = Sprintrennen; HR = Hauptrennen; RS = Rookie-Sessions; PP = Pole-Position; SRR = schnellste Rennrunde

## Ergebnisse
| Saison | 1                                         | 1         | 2          | 2          | 3       | 3       | 4          | 4          | 5       | 5       | 6          | 6          | 7          | 7          | 8         | 8         | 9         | 9         | 10        | 10        | 11        | 11        | Rang | Punkte |
| ------ | ----------------------------------------- | --------- | ---------- | ---------- | ------- | ------- | ---------- | ---------- | ------- | ------- | ---------- | ---------- | ---------- | ---------- | --------- | --------- | --------- | --------- | --------- | --------- | --------- | --------- | ---- | ------ |
| 05/06  | Brands H.                                 | Brands H. | EuroSpeed. | EuroSpeed. | Estoril | Estoril | Eastern C. | Eastern C. | Sepang  | Sepang  | Dubai      | Dubai      | Durban     | Durban     | Sentul    | Sentul    | Monterrey | Monterrey | Laguna S. | Laguna S. | Shanghai  | Shanghai  | 10.  | 59     |
| 05/06  | 19 MCI                                    | 9 MCI     | 7 MCI      | 3 MCI      | 7 MCI   | 18 MCI  | 9 MCI      | 15 MCI     | 15 MCIN | 19 MCI  | 5 MCI      | 6 MCI      | 12 MCI     | 10* MCI    | 23 MCI    | 1 MCI     | 9 CAR     | 15 CAR    | 6 CAR     | 5 CAR     | 21 CAR    | 7 CAR     | 10.  | 59     |
| 06/07  | Zandvoort                                 | Zandvoort | Brno       | Brno       | Peking  | Peking  | Sepang     | Sepang     | Sentul  | Sentul  | Taupo      | Taupo      | Eastern C. | Eastern C. | Durban    | Durban    | Mexiko-S. | Mexiko-S. | Shanghai  | Shanghai  | Brands H. | Brands H. | 11.  | 33     |
| 06/07  | 8 HIN                                     | 13 HIN    | 2 HIN      | 5 HIN      | 4 HIN   | 10* HIN | 8 MCI      | 5 MCI      | 8 MCI   | 17 MCI  | 6 HIN      | 6 HIN      | 13 HIN     | 21 HIN     | 13 HIN    | 21 HIN    | 13 HIN    | 15 HIN    | 21 MCI    | 6 MCI     | 10 MCI    | 12 MCI    | 11.  | 33     |
| 07/08  | Zandvoort                                 | Zandvoort | Brno       | Brno       | Sepang  | Sepang  | Zhuhai     | Zhuhai     | Taupo   | Taupo   | Eastern C. | Eastern C. | Durban     | Durban     | Mexiko-S. | Mexiko-S. | Shanghai  | Shanghai  | Brands H. | Brands H. | ---       | ---       | 9.   | 75     |
| 07/08  | 19 HIN                                    | 18 HIN    | 12 HIN     | 11 HIN     | 3 WIC   | 20 WIC  | 15 WIC     | 19 WIC     | 18 WIC  | 2 WIC   | 3 WIC      | 6 WIC      | 1 WIC      | 12 WIC     | 7 WIC     | 5 WIC     | 2 WIC     | 20 WIC    | 15 HIN    | 17 HIN    |           |           | 9.   | 75     |
| 08/09  | Zandvoort                                 | Zandvoort | Chengdu    | Chengdu    | Sepang  | Sepang  | Taupo      | Taupo      | Kyalami | Kyalami | Algarve    | Algarve    | Brands H.  | Brands H.  | ---       | ---       | ---       | ---       | ---       | ---       | ---       | ---       |      |        |
| 08/09  | offiziell gelistet, aber nicht angetreten |           |            |            |         |         |            |            |         |         |            |            |            |            |           |           |           |           |           |           |           |           |      |        |

| Legende  | Legende            | Legende                                                          |
| Farbe    | Abkürzung          | Bedeutung                                                        |
| -------- | ------------------ | ---------------------------------------------------------------- |
| Gold     | –                  | Sieg                                                             |
| Silber   | –                  | 2. Platz                                                         |
| Bronze   | –                  | 3. Platz                                                         |
| Grün     | –                  | Platzierung in den Punkten                                       |
| Blau     | –                  | Klassifiziert außerhalb der Punkteränge                          |
| Violett  | DNF                | Rennen nicht beendet (did not finish)                            |
| Violett  | NC                 | nicht klassifiziert (not classified)                             |
| Rot      | DNQ                | nicht qualifiziert (did not qualify)                             |
| Rot      | DNPQ               | in Vorqualifikation gescheitert (did not pre-qualify)            |
| Schwarz  | DSQ                | disqualifiziert (disqualified)                                   |
| Weiß     | DNS                | nicht am Start (did not start)                                   |
| Weiß     | WD                 | zurückgezogen (withdrawn)                                        |
| Hellblau | PO                 | nur am Training teilgenommen (practiced only)                    |
| Hellblau | TD                 | Freitags-Testfahrer (test driver)                                |
| ohne     | DNP                | nicht am Training teilgenommen (did not practice)                |
| ohne     | INJ                | verletzt oder krank (injured)                                    |
| ohne     | EX                 | ausgeschlossen (excluded)                                        |
| ohne     | DNA                | nicht erschienen (did not arrive)                                |
| ohne     | C                  | Rennen abgesagt (cancelled)                                      |
| ohne     | keine WM-Teilnahme |                                                                  |
| sonstige | P/fett             | Pole-Position                                                    |
| sonstige | 1/2/3/4/5/6/7/8    | Punktplatzierung im Sprint-/Qualifikationsrennen                 |
| sonstige | SR/kursiv          | Schnellste Rennrunde                                             |
| sonstige | *                  | nicht im Ziel, aufgrund der zurückgelegten Distanz aber gewertet |
| sonstige | ()                 | Streichresultate                                                 |
| sonstige | unterstrichen      | Führender in der Gesamtwertung                                   |